# Laelia phillipinensis
Laelia phillipinensis är en fjärilsart som beskrevs av Collenette 1934. Laelia phillipinensis ingår i släktet Laelia och familjen tofsspinnare. Inga underarter finns listade i Catalogue of Life.